# Proterotheriidae
I proteroteriidi (Proterotheriidae) erano una famiglia di litopterni vissuta in Sudamerica nel Cenozoico.
La diffusione di pianure aperte nel continente sudamericano favorì l'evoluzione di piccoli e snelli animali corridori. I proteroteri («primi animali») erano animali simili ai cavalli, vissuti dal Paleocene superiore al Pleistocene superiore. Sembra che i proteroteri abbiano subito molti dei cambiamenti adattativi che subirono anche i primi cavalli dell'America settentrionale.

## Tassonomia
- Proterotheriidae
  - Anisolambdinae
    - Anisolambda
    - Paranisolambda
    - Protheosodon
    - Richardolydekkeria
    - Wainka
    - Xesmodon

  - Proterotheriinae
    - Brachytherium
    - Deuterotherium
    - Diadiaphorus
    - Diplasiotherium
    - Eoproterotherium
    - Epecuenia
    - Lambdaconus
    - Licaphrium
    - Licaphrops
    - Mesolicaphrium
    - Neobrachytherium
    - Neodolodus
    - Neolicaphrium
    - Olisanophus
    - Picturotherium
    - Prolicaphrium
    - Proterotherium
    - Prothoatherium
    - Pseudobrachytherium
    - Tetramerorhinus
    - Thoatherium
    - Uruguayodon
    - Villarroelia

  - Megadolodinae
    - Bounodus
    - Megadolodus